# Крысиный король (Черепашки-ниндзя)
Крысиный король (англ. Rat King) — персонаж франшизы «Черепашки-ниндзя». Наиболее известен как один из классических врагов Черепах. С момента его первого появления в комиксах персонаж появился в других медиа, таких как мультсериалы и видеоигры.

## История публикаций
Крысиный король был создан сценаристом и художником Джимом Лоусоном и впервые появился в Tales of the Teenage Mutant Ninja Turtles #4 (Февраль, 1988). В 2022 году IDW Publishing выпустила коллекционное издание Teenage Mutant Ninja Turtles Best of Rat King, в которое вошли: Tales of the Teenage Mutant Ninja Turtles #4, TMNT Adventures #11 и TMNT (IDW) # 36.

## Биография

### Mirage Studios
Прожив на болоте в течение нескольких месяцев, Крысиный король решил отправиться в близлежащую, заброшенную, промышленную зону, дабы воспользоваться ей в качестве убежища перед предстоящей зимой. Затем он случайно столкнулся с Черепашками-ниндзя и их другом Кейси Джонсом, которые тренировались в том же месте. Придя к выводу, что Черепахи и Кейси — другие «монстры», которые хотят захватить его территорию, Крысиный король начал преследовать их по всему парку. Ему удалось захватить Микеланджело, после чего Крысиный король оставил его на съедение крысам. В конечном итоге Крысиный король потерпел поражение от руки Леонардо, который во время поединка с ним бросил несколько сюрикенов, из-за чего тот потерял равновесие и упал в недра бункера.
В сюжетной арке City at War Крысиный король играл одну из ключевых ролей. После того как Сплинтер вошел в бункер, куда Леонардо сбросил Крысиного короля, он упал в яму и травмировал ногу, из-за чего стал беспомощным. Его нашёл Крысиный король, который неоднократно общался с ним на протяжении всей арки, философствует и давал загадочные советы. Когда Сплинтер начал голодать из-за недостатка пищи, Крысиный король велел ему съесть одну из живых крыс, чтобы тот мог восстановить сил, поскольку в противном случае крысы бы съели самого Сплинтера. Затем Крысиный король явился Сплинтеру в форме демонического крысоподобного существа, который всячески насмехался над ним. В конечном итоге Сплинтер сдался, убив и поглотив живую крысу. Также Крысиный король сказал ему, что нарушение этого принципа позволит Сплинтеру «найти то, чего тот ищет», и выразил надежду на скорую встречу со своим собеседником. Два месяца спустя, когда Крысиный король перестал являться Сплинтеру, у того появилось достаточно сил, чтобы покинуть бункер. К своему удивлению, он нашёл заваленный камнями разложившийся труп Крысиного короля, конечности которого были скрючены и пронзены сюрикенами.
После нескольких лет отсутствия Крысиный король (в форме призрака) эпизодически появился в четвёртом томе став свидетелем того, как у двойника Сплинтера, достававшего молоко из холодильника, случился сердечный приступ, в результате которого тот умер. Многие детали происхождения Крысиного короля были раскрыты во втором томе Tales of the Teenage Mutant Ninja Turtles. В нём фигурировала группа под названием «Пантеон», каждый член которой управлял определённым видом животных. Когда жизнь члена Пантеона, властвовавшего над крысами, подошла к концу, на его место выбрали нового, покрытого шрамами и замотанного в бинты пациента из госпиталя. Став Крысиным королем, мужчина бросил вызов Сплинтеру, но потерпел поражение. Сплинтеру предложили занять место в Пантеоне, но тот отказался. Приняв решение Сплинтера, Пантеон и Крысиный король покинули его, но отметили, что Сплинтеру предложат членство ещё раз, в момент его смерти.

### Archie Comics
В серии комиксов Teenage Mutant Ninja Turtles Adventures от издательства Archie Comics Крысиный король получил имя Лорд Хантаан и впервые появился в #11. Черепашки столкнулись с ним в канализации во время поисков Шреддера. После того как Леонардо заверил его, что он и его братья не причинят ему и его крысам вреда, Крысиный король позволил им беспрепятственно пройти и выдал местоположение Шреддера.
Крысиный король имел более значимую роль в сюжетной арке The Future Shark Trilogy, где было показано, что он всё ещё остался в живых десятилетия спустя, в будущем. После того как Донателло из будущего истребил большую часть популяции крыс, которые заполонили жилые дома в результате вызванного глобальным потеплением наводнения, Крысиный король объявил ему и его союзникам войну из-за убийства такого большого количества его «детей». В дальнейшем Крысиный король принял участие в королевской битве с Черепахами, их союзниками и несколькими другими злодеями. Он потерпел поражение из-за оплошности Верминатора Икс, который случайно затопил комнату с участниками, в результате чего Крысиный король и его крысы оказались смыты из помещения.

### IDW Publishing
В серии комиксов от IDW Publishing Крысиный король был братом Кицунэ, который ранее промыл мозги Леонардо. Оба являлись представителями древней бессмертной семьи, которая правила Землёй до возвышения людей. Члены семьи скрывались на протяжении веков и экономно расходовали свои силы. Как и его сестра, Крысиный король обладал мощными галлюциногенными и магическими способностями, будучи в состоянии помешать Леонардо говорить, а Сплинтеру двигаться, путём создания в их сознании иллюзий, по аналогии с иллюзиями его сестры. Крысиный король жил вместе с крысами, которых также употреблял в пищу. Он восхищался отцовскими инстинктами Сплинтера и был впечатлён способностью Леонардо противостоять иллюзиям. Прежде чем исчезнуть, Крысиный король заявил о своём желании использовать обоих в предстоящей «игре» и стёр воспоминания об их встрече. В сюжетной арке TMNT: The Armageddon Game Крысиный король вступил в конфронтацию со Шреддером. 

## Телевидение

### Мультсериал 1987 года

Крысиный король в мультсериале «Черепашки-ниндзя» 1987 года.

Таунсенд Коулман озвучил Крысиного короля в мультсериале «Черепашки-ниндзя» 1987 года. Несмотря на то, что в комиксах Крысиный король был второстепенным персонажем, в мультсериале он выступал одним из регулярных антагонистов, которые перекочевали из комиксов Mirage в мультсериал (наряду со Шреддером, кланом Фут, Кожеголовым и Бакстером Стокманом). По версии мультсериала у него, в отличие от версии из комиксов, были рыжие волосы и другой костюм. При первых появлениях он управлял крысами с помощью флейты (подобно Гамельнскому крысолову), а не  разумом. В эпизоде «Король крыс» Сплинтер стал жертвой его мелодии и напал на своих учеников. Здесь Крысиный король был более образованным и создавал различные химические смеси и бомбы.
В мультсериале Крысиный король представлен как бездомный, обитающий в ветхой части канализационной системы Нью-Йорка по соседству с Черепахами и Сплинтером. В эпизодах с его участием Крысиный король  часто строил своего рода заговоры по установлению собственного, управляемого крысами правительства и хотел положить конец правлению людей, считая, что крысы (за одну из которых он принимал себя) превосходят все другие виды живых существ. Иногда он объединялся с другими злодеями, чтобы они помогали ему в достижении этой цели. В некоторых эпизодах Крысиный король был показан как своего рода антигерой, в те моменты, когда он не стремился расширить свою «империю», Крысиный король довольствовался тем, что он мог оставаться под землёй вместе со своими верными крысами.

### Мультсериал 2003 года

Крысиный король в мультсериале «Черепашки-ниндзя» 2003 года.

В мультсериале «Черепашки-ниндзя» 2003 года Губителя / Крысиного короля озвучил Дэвид Дзен Мэнсли. В эпизоде «Я, монстр», представляющей собой адаптацию Tales of the Teenage Mutant Ninja Turtles #4 выяснилось, что он был клоном Агента Бишопа по прозвищу Губитель, ранее представленным в серии «Гамбит Бишопа». Губитель был создан при помощи ДНК инопланетян, Кожеголового, Черепашек-ниндзя, Сплинтера и самого Бишопа и предназначался для противостояния инопланетным угрозам. Потерпев поражение от Черепашек-ниндзя и Сплинтера, он оказался смыт в канализацию, после чего он выбрался на поверхность. Его тело было сильно изуродовано, из-за чего он перевязал себя бинтами. Единственными существами, с которыми ему удалось найти общий язык оказались крысы. Как и в комиксах Mirage Studios он сражался с Черепашками-ниндзя и Кейси Джонсом на заброшенной промышленной зоне и был побеждён Леонардо, который сбросил его в бункер. Тем не менее, Крысиный король пережил падение. В последний раз он появлялся в качестве камео в финале 7 сезона, наблюдая издалека за свадьбой Эйприл О’Нил и Кейси Джонса.

### Мультсериал 2012 года
Крысиный король появился в мультсериале «Черепашки-ниндзя» 2012 года, где его озвучил Джеффри Комбс. 

## Видеоигры
- Крысиный король появляется в игре Teenage Mutant Ninja Turtles: Turtles in Time (1991) в версии для SNES.
- Крысиный король является одним из боссов и игровых персонажей в Teenage Mutant Ninja Turtles: Tournament Fighters (1993) в версии для SNES.
- Версия Крысиного короля из мультсериала 2003 года появляется в игре Teenage Mutant Ninja Turtles 3: Mutant Nightmare (2005).
- Крысиный король является одним из боссов Teenage Mutant Ninja Turtles (2014) по мотивам одноимённого фильма 2014 года.
- В игре Teenage Mutant Ninja Turtles: Shredder’s Revenge (2022) Крысиный король является одним из боссов[10].

## Настольная игра
В 2019 году IDW Games запустила сбор средств на Kickstarter для разработки настольных игр Teenage Mutant Ninja Turtles: City Fall и Teenage Mutant Ninja Turtles: Change is Constant, где Крысиный король должен был стать одним из игровых персонажей. 

## Товары
- В 1989 году Playmates Toys выпустила фигурку Крысиного короля на основе его появления в мультсериале 1987 года.
- В 2006 году Playmates Toys выпустила фигурку Крысиного короля на основе его появления в мультсериале 2003 года[12].
- В 2012 году Playmates Toys выпустила фигурку Крысиного короля на основе его появления в мультсериале 2012 года.
- В 2021 году NECA выпустила фигурку Крысиного короля на основе его появления из мультсериала 1987 года[13].

## Критика
GameSpot поместил Крысиного короля на 13-е место среди «26 врагов Черепашек-ниндзя, расположенных от фальшивых до совершенных».